# Land Fleesensee

Das Logo Land Fleesensee

Land Fleesensee ist eine Ferien- und Freizeitanlage auf dem Gebiet der Gemeinde Göhren-Lebbin in Mecklenburg-Vorpommern nahe dem Fleesensee.

## Merkmale
Die Anlage wurde im April 2000 eröffnet und verfügt über etwa 2000 Betten in vier Hotels. Insgesamt sind im Land Fleesensee etwa 480 Menschen beschäftigt. Im Jahr 2007 gab es 76.000 Gäste mit 320.000 Übernachtungen.
Land Fleesensee befindet sich etwa 15 Kilometer westlich von Waren (Müritz) im Bereich der Mecklenburgischen Seenplatte. Nach Aussage der Land Fleesensee Tourismus Marketing GmbH ist es mit einer Gesamtfläche von 550 ha „Nordeuropas größtes Golfresort“. Eines der Hotels befindet sich im Schloss Lebbin, einem Herrenhaus aus dem Jahr 1842 bzw. 1912. Die Anlage beherbergt zudem den einzigen Robinson Club in Deutschland.
Auf dem Gelände befindet sich eine  Reithalle, die 2015 auch als Veranstaltungsort der  Festspiele Mecklenburg-Vorpommern diente.

## Finanzierung
Finanziert wurde das Projekt durch die Fleesensee GmbH & Co. Entwicklungs KG, ein geschlossener Immobilienfonds mit einer Höhe von 440 Millionen Deutsche Mark. Das Land Mecklenburg-Vorpommern förderte den Bau mit 92 Millionen DM.
Im August 2011 wurde bekannt, dass das Resort Finanzprobleme hat, da Kredite in Schweizer Franken aufgenommen wurden und dieser angestiegen sei. Vor allem für Kleinanleger bedeutet dies einen Wertverlust ihrer Anteile. Am 2. Oktober 2014 hat die ehemalige Lindner Investment Management (heute 12.18. Investment Management) GmbH das Ferienresort „Land Fleesensee“ erworben. Seit Jahresbeginn 2021 liegt die alleinige Geschäftsführung bei der Fleesensee Hotelbetriebsgesellschaft m.b.H.